# Kismarty-Lechner Loránd
Kismarty-Lechner Loránd (Vác, 1883. július 6. – Budapest, 1963. június 6.) magyar építész, Kismarty-Lechner Jenő fivére, Lechner Ödön unokaöccse.

## Élete
Lechner Gyula (1841–1914) és Uhink Mária Antónia (1841–1916) fiaként született. A budapesti műegyetemen folytatott tanulmányokat, majd Olaszországban is tanult. 1908-tól tanított a műegyetemen különböző beosztásokban (tanársegéd, adjunktus, intézeti tanár). 1940-ben vonult nyugdíjba. Építészeti munkáiban kezdetben a Kós Károly körül tömörülő úgynevezett „Fiatalok” népies stílusa, később a klasszikus magyar építészeti stílusokat próbálta összehangolni a kortárs modern irányzatokkal. Az 1920-as évek végéig több munkájában segítette Kismarty-Lechner Jenőt.
Részt vett a Sváb Gyula-féle iskolaépítési programban, ahol Warga Lászlóval több iskolaépületet tervezett (Alsójeszen, Alsószucsa, Jászómindszent, Turzófalva).
Élete utolsó másfél évtizedében épületek műemléki helyreállításában dolgozott (pl. Iparművészeti Múzeum, Halászbástya).
Felesége Hümpfner Ottília (1882–1962) volt, Hümpfner József kórházi főorvos és Hauszmann Mária lánya, akivel 1911-ben Kalocsán kötött házasságot.

## Művei
- 1910: Erdőhivatal, Susák (Fábián Gáspárral)[7]
- 1911: lakóház, 1192 Budapest, Hungária út 3/a.[8]
- 1912: templom, Dabrony[7]
- 1922–1928: Mester utcai gimnázium (ma: Fáy András Gimnázium), 1095 Budapest, Mester u. 60-62. (Fábián Gáspárral közösen)[9][10]
- 1926–1927: Pestújhelyi Keresztelő Szent János templom, 1158 Budapest, Klebelsberg Kunó u. 43.[9][11]
- 1927–1931: Sashalmi Krisztus Király plébániatemplom, 1163 Budapest, Sasvár u. 23.[12]
- 1930: Római katolikus templom, Decs[13][14]
- 1935–1938: Jézus Szíve Római Katolikus Plébániatemplom, Gyömrő[15]
- 1939: Krisztus vére templom, Báta[9][16]
- Római katolikus templom, Nagyrét[17]
- Római katolikus templom, Bodrogkisfalud[9]
- Wekerle-telep épületei[7]
- számos egyéb iskola
- számos egyéb középület, lakóház és családi ház.[9]

## Tervben maradt épületek
- 1913: színház, Nagybecskerek[18]

A budapesti monumentális Gül Baba mecset is tervben maradt.

## Képtár

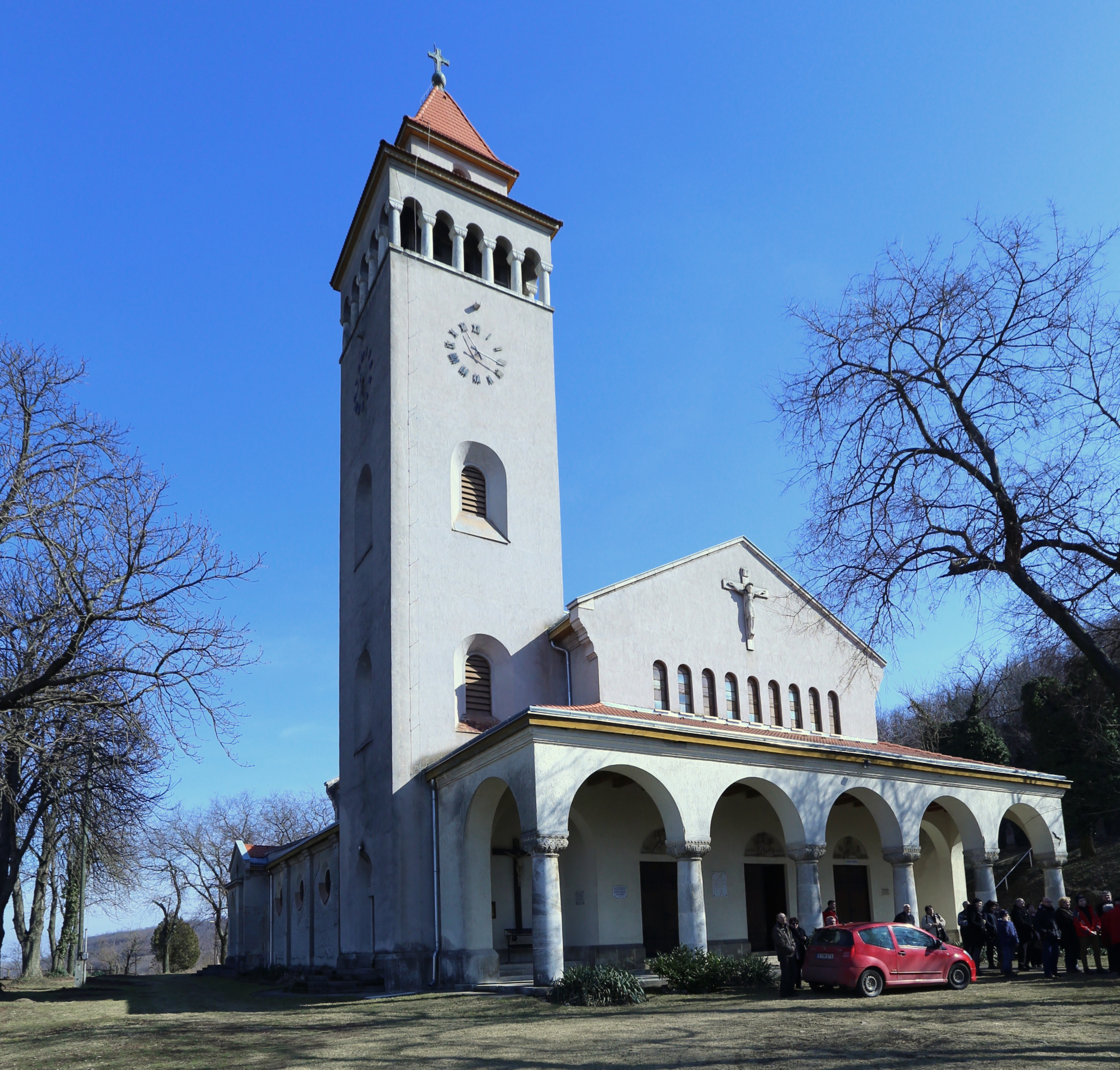
Krisztus vére templom, Báta
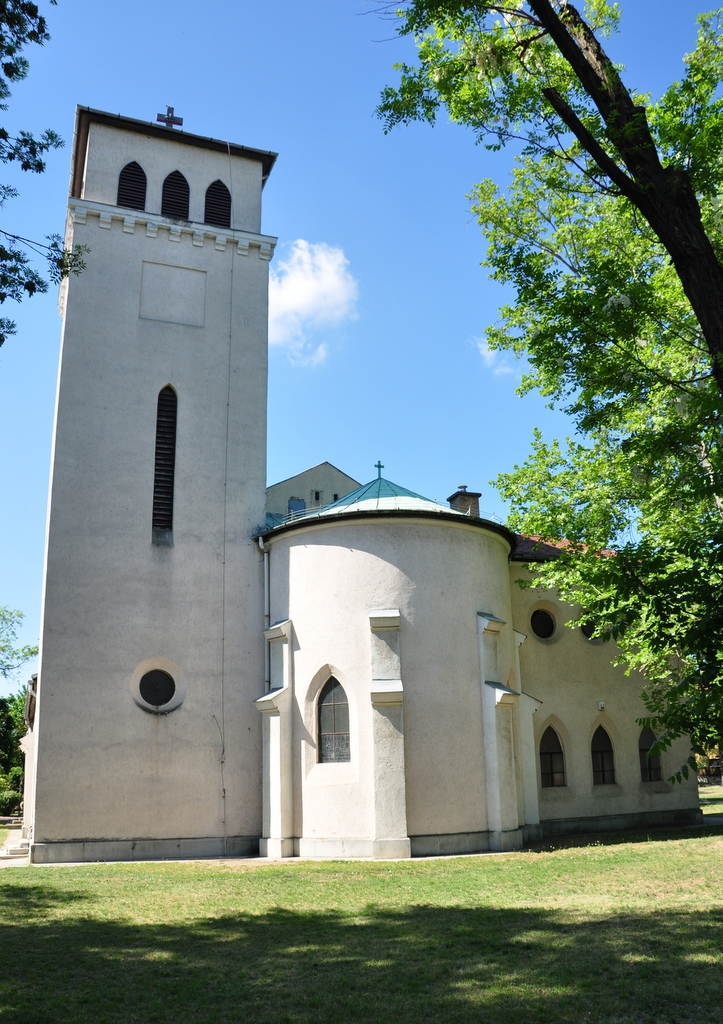
Pestújhelyi Keresztelő Szent János templom, Budapest
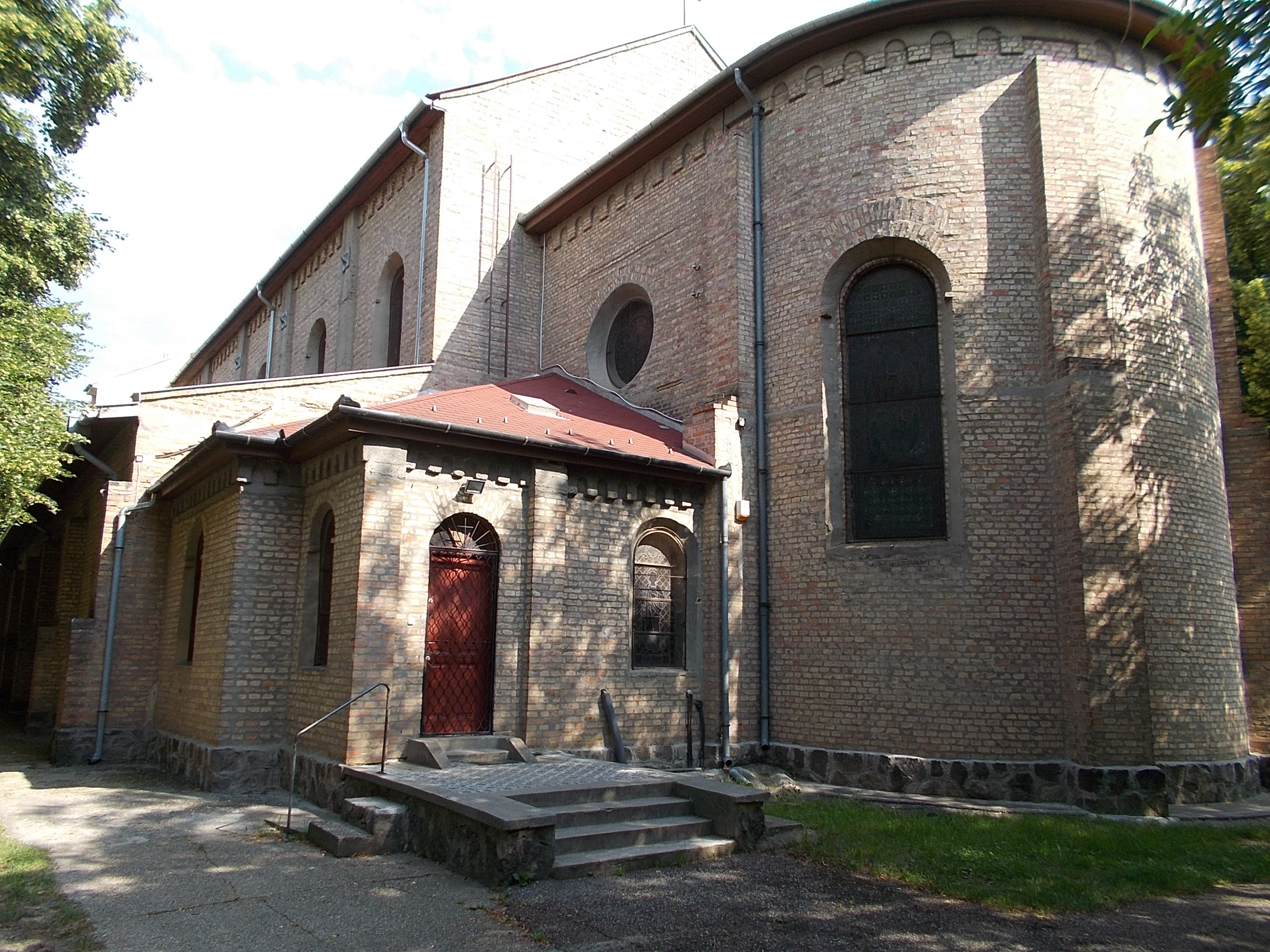
Jézus Szíve Római Katolikus Plébániatemplom, Gyömrő

## Egyéb irodalom
- Gerle János-Kovács Attila-Makovecz Imre: A századforduló magyar építészete, 1990, 83. o.
- Sós Zsuzsanna: Egy szorgalmas és szerény Lechner, Népszabadság 2003. július 7.
- Ritoók Pál: Kismarty-Lechner Jenő pályája (Kismarty-Lechner Jenő, Kismarty-Lechner Loránd – Az OMF Magyar Építészeti Múzeumának és a BTM Kiscelli Múzeumának kiállítási katalógusa)
- Kismarty-Lechner Kamill: A család második építész-generációja, „ahogy én láttam őket” (Kismarty-Lechner Jenő, Kismarty-Lechner Loránd – Az OMF Magyar Építészeti Múzeumának és a BTM Kiscelli Múzeumának kiállítási katalógusa)